# Anterhynchium abdominale
Anterhynchium abdominale är en stekelart som först beskrevs av Johann Karl Wilhelm Illiger 1802.  Anterhynchium abdominale ingår i släktet Anterhynchium och familjen Eumenidae. Utöver nominatformen finns också underarten A. a. bengalense.